# IC 4848
IC 4848 је спирална галаксија у сазвјежђу Паун која се налази на листи објеката дубоког неба у Индекс каталогу.
Деклинација објекта је - 56° 46' 50" а ректасцензија 19h 22m 54,5s. Привидна величина (магнитуда) објекта IC 4848 износи 14,0 а фотографска магнитуда 14,9. IC 4848 је још познат и под ознакама ESO 184-61, AM 1918-565, IRAS 19188-5652, PGC 63152.